# Wilhelm Almroth
August Gustaf Wilhelm Almroth, född 2 september 1913 i Stuguns församling, Jämtlands län, död 17 februari 1998, var en svensk elektroingenjör.
Almroth, som var son till hemmansägare Gustaf Almroth och Engla Pettersson, utexaminerades från Kungliga Tekniska högskolan 1941. Han var anställd vid marinförvaltningen 1940–1943, AB Hg Relay Patent 1943–1945, AB Poijes & Wettermark 1945–1946, anläggningsbyrån på Asea i Stockholm 1946–1947, chef där 1947–1950, chefsassistent på filialbyrån i Västerås 1950–1960, vice verkställande direktör för AB Elektromekano i Helsingborg 1960–1962, chef för Aseas sektor för växelströmsmaskiner 1962–1969, för servicesektorn från 1969. Han var styrelseordförande i Storviks Elektriska AB.